# Alstroemeria schizanthoides
Alstroemeria schizanthoides är en alströmeriaväxtart som beskrevs av Hans Rudolph Jürke Grau. Alstroemeria schizanthoides ingår i släktet alströmerior, och familjen alströmeriaväxter. Inga underarter finns listade i Catalogue of Life.